# Luisia psyche
Luisia psyche är en orkidéart som beskrevs av Heinrich Gustav Reichenbach. Luisia psyche ingår i släktet Luisia och familjen orkidéer. Inga underarter finns listade i Catalogue of Life.